# Гайдучикова-Плоханёва, Божена
Боже́на Гайдучикова-Плоханёва (словац. Božena Plocháňová; 2 января 1929, Прага — 11 августа 2020, Братислава) — словацкая художница-иллюстратор и карикатуристка чешского происхождения.
Известна своими работами для чехословацкого юмористического журнала «Рогач», популярными комиксами о муже Билле и жене Мэри (первоначально на Диком Западе, позже в Словакии). Иллюстрировала книги для детей.

## Биография
Родилась в семье чиновника, затем её мать развелась и вышла замуж за военного, поэтому Божена считала, что у неё два отца. Рисованием увлекалась с раннего детства.
В 1950 году вышла замуж за художника Гайдучика из Братиславы. Впоследствии выходила замуж ещё дважды — второй муж Юрай Плоха был телевизионным драматургом, а после его смерти мужем стал Ян Бенк.
С 1952 года, около сорока лет, состояла в штате журнала «Рогач» (до прекращения выпуска журнала).